# Middlesbrough (circonscription britannique)
Pour les articles homonymes, voir Middlesbrough (homonymie).
La circonscription de Middlesbrough est une circonscription située dans l'ancien comté de Cleveland, et représentée à la Chambre des communes du Parlement britannique depuis 2012 par Andy McDonald du Parti travailliste.